# Charles Foulkes (General, 1903)

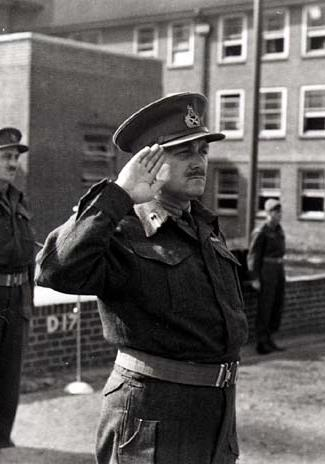
Charles Foulkes im Mai 1944

Charles Foulkes CC, CB, CBE, DSO, CD (* 3. Januar 1903 in Stockton-on-Tees, England; † 12. September 1969 in Ottawa) war ein kanadischer Offizier, zuletzt im Range eines Generals, der im Zweiten Weltkrieg die 2nd Canadian Division in der Operation Overlord sowie das I Canadian Corps im Italienfeldzug und in den Niederlanden befehligte und von 1945 bis 1951 Chef des kanadischen Generalstabs sowie anschließend bis 1960 Vorsitzender des Chiefs of Staff Committee der kanadischen Streitkräfte war.

## Leben
Über Foulkes’ frühes Leben ist wenig bekannt. Er wuchs in Kanada auf und besuchte das Royal Military College of Canada, bevor er 1923 in die Permanent Force eintrat. Dem Royal Canadian Regiment zugeteilt, verbrachte er die Vorkriegszeit in einer Reihe von Stabsverwendungen, bevor er 1937/38 das Staff College Camberley absolvierte. Bei Beginn des Zweiten Weltkriegs stand er im Rang eines Majors.
Bei der kanadischen Mobilmachung 1939 wurde Foulkes zum Brigademajor der 3. Brigade der 1st Canadian Division ernannt. Im September 1940  wechselte er auf den Posten des GSO1 (vergleichbar dem deutschen Ersten Generalstabsoffizier) der 3rd Canadian Division. Im Dezember 1941 erhielt er den Befehl über ein Bataillon der Regina Rifles und im August des folgenden Jahres über die 3rd Canadian Infantry Brigade. Im April 1943 wurde er Brigadier, General Staff (Stabschef) der First Canadian Army.
Im Januar 1944 wurde Foulkes der Befehl über die 2nd Canadian Division übertragen. Mit dieser Division landete er in der ersten Juliwoche am Strandabschnitt Juno und war an der letzten Phase der Schlacht um Caen beteiligt (Operationen Atlantic, Spring und Totalize). Nach Kämpfen im Seine-Tal Ende August fiel der Division im September die Befreiung Dieppes und weiterer Kanalhäfen wie Dünkirchen zu, bevor sie belgisches Gebiet erreichte und an der Schlacht an der Scheldemündung teilnahm. Von Ende September bis zu seiner Ablösung im November 1944 vertrat Foulkes auch Guy Simonds als General Officer Commanding des II Canadian Corps, als dieser für den erkrankten Henry Crerar die First Canadian Army führte.
Im November 1944 wurde Foulkes nach Italien versetzt, um Eedson Burns als Befehlshaber des I Canadian Corps abzulösen. Das Korps wurde Anfang 1945, unbemerkt von den Deutschen, nach Nordwesteuropa verlegt, um an den Operationen zur Befreiung der Niederlande teilzunehmen. Es war hier unter anderem an den Kämpfen um Arnheim Mitte April beteiligt und überschritt anschließend die IJssel zum finalen Angriff auf die „Festung Holland“. In seiner Eigenschaft als Korpsbefehlshaber nahm Foulkes am 5. Mai in Wageningen anstelle Crerars die Kapitulation des Oberbefehlshabers der deutschen 25. Armee, Generaloberst Johannes Blaskowitz, entgegen. Nach der deutschen Gesamtkapitulation vom 8. Mai nahm Foulkes sein Hauptquartier in Hilversum.
Nach der Auflösung seines Korps am 17. Juli 1945 kehrte Foulkes nach Kanada zurück, wo er im August den Posten des Generalstabschefs der Canadian Army von John Carl Murchie übernahm. Foulkes stach beim Rennen um dieses Amt seinen früheren Vorgesetzten Simonds aus, der zwar ein hervorragender Feldkommandeur war, aber wenig Sinn für politische Fragen besaß. Er war mit 42 Jahren der bis zu diesem Zeitpunkt jüngste kanadische Generalstabschef. Zu den Aufgaben gehörten die Demobilisierung der Armee sowie später die Expansion des Heeres und die Vorbereitung der Integration ins NATO-Bündnis. Auch die kanadische Beteiligung am Koreakrieg gehörte zu seinem Arbeitsbereich.
Am 1. Februar 1951 wurde Foulkes in das neugeschaffene Amt des Vorsitzenden des Chiefs of Staff Committee ernannt. Als solcher war er verantwortlich für Fragen der Koordination zwischen den Teilstreitkräften in strategischen Fragen. Er war zugleich auch kanadischer Vertreter im NATO-Militärausschuss. Am 26. Januar 1954 wurde er zum vollen General befördert. Nach seiner Pensionierung im Januar 1960 hielt er verschiedentlich Vorträge über militärische Fragen und war von 1968 bis zu seinem Tod Gastprofessor für strategische Studien an der Carleton University in Ottawa.